# پانکراتین
پانکراتین (به انگلیسی: Pancreatin)
رده درمانی:جایگزینی آنزیمهای لوزالمعده
اشکال دارویی: قرص

## موارد مصرف
پانکراتین به عنوان مکمل آنزیم‌های لوزالمعده برای هضم چربی‌ها و کربوهیدرات‌ها، یعنی کمک به هضم غذا در اشخاص پیر، ناتوان یا مبتلا به سوءهاضمه به علت کم‌کاری پانکراس مانند التهاب لوزالمعده (پانکراتیت)، بیماری فیبروکیستیک لوزالمعده، برداشتن لوزالمعده و انسداد مجرا به علت سرطان لوزالمعده استفاده می‌شود.
همچنین این دارو در درمان استئاتوره (مدفوع چرب) ناشی از برداشتن تمام یا قسمتی از معده یا روده نیز استفاده می‌گردد.

## مکانیسم اثر
اثر آن جایگزینی آنزیمهای لوزالمعده است. به علت وجود پروتئاز، آمیلاز و لیپاز دراین داروهضم چربی هاوپروتئین هاونشاسته درمجرای گوارش باسهولت بیشتری انجام می‌شود.

## عوارض جانبی
تحریک حلق و مری، ناراحتی معده، تهوع یا اسهال
نکات قابل توصیه:
1. بهتر است اين دارو با غذا ميل شود. 2. از جويدن قرص ها بايد خودداري شود. 3. اثرات اين دارو با اسيد معده كاهش مي يابد. بنابراين بايد بعد از غذا مصرف شود. 4. در صورت بروز اسهال، درد شكمي و ناراحتي هاي ديگر گوارشي با پزشك مشورت گردد. 5. گرما يا غذاي داغ موجب غير فعال شدن دارو مي گردد. 6. در بيماران مبتلا به اختلال هاي مري يا در بيماراني كه قرص را در حالت خوابيده مصرف مي كنند براي كاهش احتمال باقيماندن قرص در مري، پس از مصرف قرص مقداري غذاي جامد مصرف كنند.
تداخل دارویی:
جذب فرآورده هاي خوراكي حاوي آهن، در صورت مصرف همزمان با اين دارو كاهش مي يابد.